# Mustai Karim
Mustái Karim (en baskir: Мостай Кәрим, nombre real Mustafá Sáfich Karímov en baskir: Мостафа Сафа улы Кәримов, 20 de octubre de 1919 - 21 de septiembre de 2005), fue un poeta, escritor y dramaturgo soviético perteneciente a la etnia baskir. Fue nombrado poeta popular de la República Autónoma Socialista Soviética de Baskiria (1963), Héroe del Trabajo Socialista (1979), y ganador del Premio Lenin (1984) y el Premio Estatal de la URSS (1972). 

## Biografía
Karim nació el 20 de octubre de 1919, en el pueblo de Klyáshevo (Gobernación de Ufá, ahora Distrito Chishminski de Bashkortostán) en una familia campesina, de etnia baskir. En 1941, se graduó de la Universidad Estatal de Bashkiria, Facultad de Lengua y Literatura. Después de graduarse, se unió al Ejército Rojo y fue enviado a la Escuela Superior de Comunicaciones del Comando Militar Superior Novocherkassk. En mayo de 1942, con el rango de subteniente fue enviado a la 17.ª Brigada de Motociclistas como Jefe de Comunicaciones. En agosto de 1942, pasó unos seis meses en hospitales recuperándose de heridas graves. Después de su recuperación, volvió a la vanguardia como corresponsal de los periódicos de primera línea. Se convirtió en miembro del PCUS en 1944. Durante la Gran Guerra Patria, Karim estuvo al frente y fue corresponsal de los periódicos de primera línea Por el honor de la patria (Ватан намусы өчен), Soldado soviético ( Junta sugyshchysy) en Tártaro.
Karim comenzó a escribir a mediados de la década de 1930. En 1938, se publicó su primer libro de poemas, "El destacamento se mudó". El segundo, "Voces de la primavera", se publicó en 1941. Después de eso, publicó más de 100 poemas y colecciones en prosa, y más de 10 obras dramáticas. 

## Premios
- Héroe del Trabajo Socialista (1979)
- Orden al Mérito por la Patria de II grado (9 de noviembre de 2004) - por su destacada contribución al desarrollo de la literatura rusa y muchos años de actividad creativa[4]
- Orden al Mérito por la Patria de III grado (28 de abril de 1995) - por servicios al estado, el progreso realizado en trabajo, ciencia, cultura, arte y una gran contribución al fortalecimiento de la amistad y la cooperación entre los pueblos[5]
- Orden de Lenin, dos veces (1967, 1979)
- Orden de la Guerra Patria de 1.er grado (1985)[6]
- Orden de la Guerra Patria de 2.º grado (1945)
- Orden de la Bandera Roja del Trabajo (1955, 1962)
- Orden de la Amistad de los Pueblos (1984)
- Orden de la Estrella Roja (1944)
- Orden de la Insignia de Honor (1949)
- Poeta nacional de la RASS de Baskiria (1963)
- Artista de honor de la RSFS de Rusia (1982)
- Académico honorario de la Academia de Ciencias de Bashkortostán (1992)
- Premio Lenin (1984) - por la tragedia, "No dejes el fuego, Prometeo", y por la novela "La infancia larga, larga"
- Premio Estatal de la Unión Soviética (1972) - por la colección de poemas "Tras los años" (1971)
- Premio Estatal Konstantín Stanislavski de la RSFS de Rusia (1967) - por la obra "La noche del eclipse lunar", puesta en escena en el ADT Bashkir
- Premio Republicano Salavat Yuláyev (1967) - por el primer volumen de "Obras seleccionadas"
- Premio internacional Mijaíl Shólojov en literatura y arte (1999)
- Diploma de Honor, Premio Hans Christian Andersen (1978) - por el libro "Esperando noticias"

## Memoriales
El nombre de Karim fue dado al Teatro Nacional de la Juventud de la República de Bashkortostán y a una calle en Ufá. La escuela secundaria número 158 también lleva su nombre. En el edificio donde vivía, se colocó una placa conmemorativa en su honor. En Moscú, se completó la fundición de un monumento a Karim en bronce. Se ubicará en Ufá, frente a la Cámara de Sindicatos. No es solo un monumento, sino que también incluye una historia con personajes de las obras del escritor. La altura del monumento es de 6 metros de longitud. Parte del monumento se proyectará por separado, y se ensamblará y soldará en Ufá.